# Umsonst und draußen

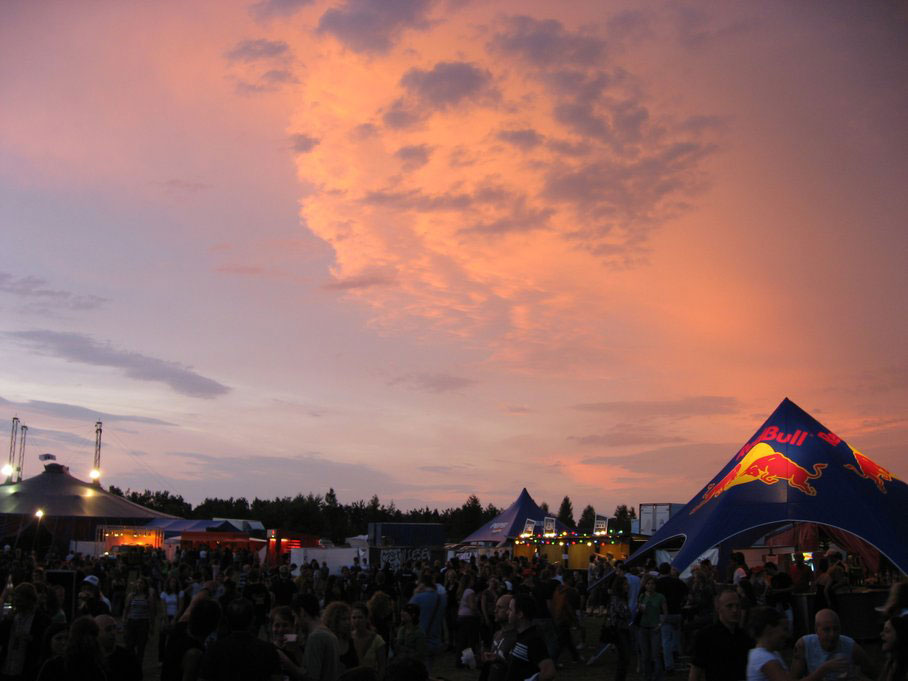
Das u&d-Obstwiesenfestival in Dornstadt bei Ulm

Umsonst und draußen ist seit den 1970er Jahren ein feststehender Begriff für Musikfestivals bei freiem Eintritt unter freiem Himmel.

## Geschichte
Angesichts der Kommerzialisierung der Rockmusik und auch infolge der 68er-Bewegung sollte beim Umsonst und draußen Kultur im Allgemeinen und Rockmusik im Speziellen frei zugänglich, selbst gestaltbar und frei von kommerziellen Interessen sein. Geschaffen wurde die Bezeichnung 1970 vom Herforder Günter Scheding für eine von Norbert Hähnel organisierte Tagesveranstaltung in Bünde. Wieder aufgegriffen wurde der Titel 1975 in Vlotho, ein Jahr später in Stemwede beim Stemweder Open Air. Weitere traditionsreiche Veranstaltungen sind die seit 1978 in Hamburg stattfindende Wutzrock-Festival sowie das Folklorefest Krefeld, das seit 1980 bestehende Umsonst & Draußen Stuttgart sowie seit 1981 das Abifestival in Lingen.
In Deutschland finden in zahlreichen Städten Veranstaltungen unter diesem Titel statt, die aber unabhängig voneinander sind. Einige davon sind nach wie vor selbsttragend, einige werden über Sponsoren finanziert, andere werden etwa von Radiosendern oder Gastronomie-Betrieben veranstaltet und haben mit dem ursprünglichen Konzept nur noch den Namen gemein.
Zu den größten Festivals dieser Art gehört Haltestelle Woodstock in Küstrin (Kostrzyn nad Odrą, Polen) mit über 700.000 Besuchern im Jahr 2011. Innerhalb Deutschlands war bis 2011 die Rheinkultur in Bonn mit bis zu 170.000 Besuchern eines der größeren Festivals, bis 2009 zählte auch das seit 1985 in Karlsruhe stattfindende Das Fest mit bis zu 200.000 Besuchern dazu (ab 2010 nicht mehr kostenlos). Außerdem existieren zahlreiche kleinere Festivals, teils mit nur regional bekannten Bands. Eines davon ist das Obstwiesenfestival in Ulm. In Bayern erreicht das seit 1988 stattfindende Umsonst und Draußen Festival in Würzburg bis zu 70.000 Besucher.